# Bandera de Brieva
La bandera de Brieva es uno de los símbolos de Brieva, municipio de la provincia de Segovia, comunidad autónoma de Castilla y León, en España.

## Descripción
La bandera de Brieva fue oficializada el 02 de julio de 2021, y su descripción es la siguiente:

«Bandera de paño rectangular de proporciones 3:2 (largo por ancho); fondo azul, con el Escudo Heráldico Municipal en el centro.»
Boletín Oficial de Castilla y León n.º 127/2021 de 02 de julio de 2021